# Dohrniphora anteroventralis
Dohrniphora anteroventralis är en tvåvingeart som beskrevs av Borgmeier 1960. Dohrniphora anteroventralis ingår i släktet Dohrniphora och familjen puckelflugor. Inga underarter finns listade i Catalogue of Life.